# 韩思复
韩思复（652年—725年），字绍出，京兆长安人。唐朝官员。

## 家世及早期仕途
祖父韩伦，貞觀年间为左卫率，赐爵长山县男。
韩思复年少丧父。十岁时，其母对他说父亲去世的情状，他感触呜咽几乎断气，韩伦因此特别喜爱他，曾说：“此儿必大吾宗。”家富有，从未吝惜金玉、车马、玩好之物。好学，举秀才中高第，承袭祖父封爵。永淳年间，家道中落，遭遇饥荒，京兆人杜瑾送韩思复一百匹绫，韩思复正穷得两三天才有一天的粮食，却始终没有将绫拆封。
调任梁府仓曹参军，正逢大旱，就开仓赈民，被州府劾责，说：“不如救活他们，别让他们为盗贼。”州府不能责难。又任汴州司户参军，为政宽恕，不行杖罚。在任上因丁母忧去职，家贫，卖柴服完丧期。当时姚崇为夏官侍郎、宰相，深嘉叹之，擢授其为司礼博士。圣历年间，被吏部郎郑杲任为太常博士，定南郊仪注，建昌王武攸宁丧母，请求鼓吹，韩思复坚持不可，于是没请求到。韩思复排挤奸邪小人，守大体，国家赖之。郑杲同时任元希声为京兆士曹，曾对人说：“今年掌选，得韩元二子，则吏部不负朝廷矣。”由司礼博士五迁至礼部郎中。神龙二年（706年）唐中宗驸马王同皎获罪被杀，韩思复因是王同皎所荐，受到连累，贬始州长史。迁滁州刺史，州有铜矿，百姓铲凿很辛苦，韩思复将它卖到边境，省下很多费用。州署五次生出黄芝，百姓刻碑歌颂其祥瑞。改任襄州。

## 唐睿宗年间
唐睿宗景龙年间，累迁给事中。睿宗建造景龙观，韩思复上谏认为内乱刚平定，不宜大兴土木，未果。中宗子谯王李重福在东都洛阳作乱，任左散骑常侍严善思为礼部尚书，知吏部选事。后李重福事败，景云元年（710年），严善思也因涉事被下诏狱，大理寺奏称严善思在任汝州刺史时就素与李重福交游，被召至京师也不说李重福谋逆，只奏称“东都有兵气”，是隐匿谋反事，请求处以绞刑。韩思复驳奏，指出严善思先前在唐中宗韦皇后专权图谋篡位时投靠相王（即唐睿宗），即使与李重福交游也是为了谋害韦氏，且被下敕追拿时就投案了，如果心怀谋逆之心为何不逃命？建议付刑部集群官议定奏裁，慎重量刑。当时议者多认为严善思应被赦免，有司仍坚持先前所议请求诛之。韩思复又恳切切直地驳斥。睿宗纳其奏，免严善思死，配流静州。严善思也没有对韩思复道谢，时人称赞严善思为长者。韩思复也没有以其恩人自居。曾任大理卿，执行法律时出错，被权臣弹劾，被给事中崔沔宽恕。不久转中书舍人，数次上疏陈说政事得失，多被纳用。

## 唐玄宗年间
开元初年，为谏议大夫。二年（714年）二月，姚崇被任为持节灵武道行军大总管，北伐突厥，韩思复被任为兼行军司马。四年（716年），山东蝗虫大起，姚崇时任中书令，奏请遣使分别去河南、河北诸道杀蝗虫而埋之。韩思复以为蝗虫是天灾，应当修德祈祷消灾，恐怕不是人力所能消除的，上疏建议唐玄宗悔过自责、派使者宣慰、召至公之人上下同心、君臣一德，停止派出驱蝗使等，收揽人心。玄宗深以为然，将韩思复的奏疏给姚崇。姚崇请求遣韩思复去山东察看被蝗虫所损之处，韩思复回来后奏以实情。姚崇又请求令监察御史刘沼复查，刘沼揣摩姚崇心思，鞭挞百姓，修改情状回奏，河南数州因而不得免赋税。韩思复遂为姚崇所排挤，出为德州刺史，八年（720年）前后在任。约九年（721年）、十年（722年）转绛州刺史。入为黄门侍郎，加银青光禄大夫。十一年（723年）春，玄宗北巡，以韩思复为行在巡问赈给大使。韩思复作于汾阴祭皇地祇所用乐章。代裴漼为御史大夫。
韩思复性恬淡，爱好谈玄，安心于实行仁道、亲行正道，不能担任纠察官员之职。不久，转太子宾客。进爵伯爵。累迁吏部侍郎。复为襄州刺史，政绩闻名天下，被代任回京，仍为太子宾客。十三年卒。玄宗亲自题其碑“有唐忠孝韩长山之墓”。故吏卢僎、襄州人孟浩然立其碑于石岘山。谥号文。
之前韩思复年轻时曾随太白山隐士郑仁杰、李无为游玩，二人说：“你识清貌古，可惜做不到宰相。”

## 影响
后来玄宗降罪于直言的谏官，起居郎吴兢上疏劝谏，举玄宗登基初年褚无量、张廷珪、韩思复、辛替否、柳泽、袁楚客等数次上疏争论时政得失的例子，要玄宗虚心纳谏。

## 评价
- 《旧唐书》
  - 史臣曰：李（乂）、薛（登）等六君，吐忠谠之言，补朝廷之失，有犯无隐，不愧古人，有唐之良臣也。
  - 赞曰：韦（凑）、韩谠言，医国之病。[1]

## 家庭
子韩朝宗。